# Azmi Bishara
Azmi Bishara (àrab: عزمي بشارة), (hebreu:עזמי בשארה), nascut el 22 de juliol de 1956 és un palestí cristià amb ciutadania israeliana, membre del Knesset (parlament) representant al partit israelià Balad (Assemblea Nacional Democràtica) des de 1996 fins a la seva renúncia l'abril de 2007. Bishara és també el líder del partit.,
La seva renúncia va tenir lloc com a conseqüència d'una sèrie d'acusacions de crims sense especificar, realitzats pel Mossab, que posteriorment es van saber que consistien en traïció i espionatge. Amb la seva renúncia, Bishara perdé la immunitat diplomàtica i parlamentària i decidí exiliar-se, tot i que recentment ha manifestat el seu desig de tornar a Israel.